# Великий перелом (фильм)
«Вели́кий перело́м» — советский художественный фильм 1945 года режиссёра Ф. М. Эрмлера. В центре повествования командный состав Красной армии. Картина о советском военном искусстве поставлена при содействии штаба и участии войск Ленинградского фронта, рабочее название фильма — «Генерал армии». 
Вышел на экраны в январе 1946 года. В том же году на первом Каннском кинофестивале фильм получил гран-при (в числе одиннадцати награждённых фильмов).
Фильм восстановлен в 1967 году на киностудии «Ленфильм».

## Сюжет
Великая Отечественная война. Немецко-фашистские войска наступают на восток по направлению к Волге. Сконцентрировав войска, Вермахт пытается завладеть русским городом на берегу Волги. Высшее советское военное руководство опасается, что падение неназванного города (на карте обозначено — Stalingrad) может иметь катастрофические последствия для хода военных действий на Восточном фронте, может спровоцировать нападение на СССР со стороны Японии и других стран.
Командующий фронтом генерал В. В. Виноградов по стратегическим соображениям предлагает отступить и таким образом сдать город немцам, чтобы предотвратить возможную катастрофу и спасти армию, генерал Кривенко пытается переубедить Виноградова. В Москве на должность командующего фронтом утверждён генерал-полковник К. С. Муравьёв. Приказ Ставки Верховного главнокомандования вновь назначенному командующему категорично требует: «Город не сдавать, готовиться к разгрому немецких войск!» Муравьёв, прибыв на фронт из Ставки, сразу активно включается в работу, принимает дела, знакомится с тяжёлой военной обстановкой и руководит подготовкой города к активной обороне. Здесь он встречается со своей женой Лизой, которая также проходит службу в армии.
Муравьёв считает, что в сложившемся военном положении главное — выиграть время, не трогая при этом стратегических резервов, и в конечном итоге, вымотав противника, нанести нацистам решительное поражение. По его мнению, немецкий командующий фон Клаус переоценивает свои силы и пренебрежительно относится к возможностям Красной армии, недооценивая их. Муравьёв отдаёт тяжёлый приказ о прекращении эвакуации промышленных предприятий: «Пустой город армия защищать не будет». Прежний начальник фронта — генерал Виноградов — назначается начальником штаба.
Идут тяжёлые оборонительные бои, немецкое командование бросает в бой всё новые и новые силы, но генерал Муравьёв не даёт приказ о выделении из стратегических резервов ни одного солдата, ни одного танка. Немецкие войска остановлены, но они ворвались в город и заняли значительную часть его. В ходе боевых действий погибает жена Муравьёва. Своего старого боевого товарища, генерала Кривенко, командующего 21-й армией фронта, требующего не распылять силы, а провести немедленную фланговую контратаку на наступающие немецкие соединения всеми имеющимися силами, Муравьёв заменяет крупнейшим военным специалистом по фортификационным сооружениям, осторожным и рассудительным генералом Пантелеевым:
«— Вы снимаете меня как командира, не справившегося с задачей? — спрашивает Кривенко.
— Нет, как человека, который может не справиться, — отвечает Муравьёв».
Пантелеев, бывший царский офицер, считает, что оборонительные бои в городе представляют собой целый ряд преимуществ для обороняющихся. Они лишают наступающих одного из главных козырей — танкового манёвра — и предлагает меры по активной обороне. Муравьёв понимает, что военная ситуация станет ещё более тяжёлой, требует ни в коем случает не сдавать город врагу, удержать любыми средствами плацдарм на западном берегу Волги, оборонять каждый дом и здание города. По мнению Муравьёва, фон Клаус будет пытаться любой ценой взять город, поэтому он бросит в бой лучшие свои дивизии, снимая их с флангов, что после отражения атаки предоставит советским войскам возможность окружения противника.
Советская армейская разведка сообщает о времени последнего решительного наступления войск вермахта. Разведчики захватили вражеского сапёра, который сообщил о том, что немецкие войска собираются в четыре часа утра нанести решающий удар на участке фронта, которым командует генерал Пантелеев. Муравьёв принимает решение сконцентрировать артиллерийские силы в мощную фронтовую группировку и ослабить немецкие дивизии, уже готовые идти в атаку, мощным ударом, выпустив по ним весь имеющийся резерв снарядов фронта. В три часа ночи ураганный шквал артиллерии обрушивается на скопление немецких войск. Идут минуты напряжённой тишины и тревожного ожидания — начнут атаку немецкие войска, ослабленные огнём, или отложат своё наступление? План генерала Муравьёва оказывается верным. Невзирая на понесённые потери, фон Клаус всё-таки решает начать запланированное ранее наступление, на что и рассчитывал Муравьёв.
Советские войска идут в подготовленную контратаку, опрокидывают наступающих и устремляются вперёд. В сражение вводятся стратегические резервы Ставки и накопленные резервы фронта. Муравьёв, осуществляя план Верховного Главнокомандования, проводит успешную операцию по окружению и уничтожению противника. Фон Клаус вместе со своим штабом взят в плен, но Муравьёв не хочет с ним общаться; по его словам: «его теперь Манштейн интересует». Также он говорит, что победа в битве является лишь частью великого наступления, великий перелом наступил, теперь перед войсками стоит другая задача: «На запад, на Берлин». Оборона города заканчивается торжественной победой Красной армии, которую празднует вся страна.

## В ролях
| Актёр                   | Роль                                                  |
| ----------------------- | ----------------------------------------------------- |
| Михаил Державин-старший | генерал-полковник Муравьёв , командующий фронтом      |
| Пётр Андриевский        | генерал-полковник Виноградов , начальник штаба фронта |
| Юрий Толубеев           | генерал-майор Лавров , член Военного Совета фронта    |
| Андрей Абрикосов        | генерал-лейтенант Кривенко , командующий 21-й армией  |
| Александр Зражевский    | генерал-лейтенант инженерных войск Пантелеев          |
| Николай Корн            | генерал-майор, начальник оперативного отдела фронта   |
| С. Рахманин             | генерал-майор, начальник разведки фронта              |
| Марк Бернес             | «Минутка» , шофёр командующего                        |
| Владимир Марьев         | лейтенант Фёдоров                                     |
| Павел Волков            | Степан , разведчик                                    |
| Сергей Карнович-Валуа   | немецкий генерал фон Клаус                            |
| Галина Инютина          | Лиза Муравьёва                                        |
| Михаил Девяткин         | генерал Студенцов                                     |

## Съёмочная группа
- Автор сценария: Борис Чирсков
- Режиссёр: Фридрих Эрмлер
- Главный оператор: Аркадий Кольцатый
- Оператор: Ниссон Шифрин
- Художник: Николай Суворов
- Композитор: Гавриил Попов
- Звукооператоры: Александр Островский и Николай Косарев
- Монтажер: Евгения Маханькова
- Директор картины: Михаил Шостак

## Создание
Как вспоминали Ф. М. Эрмлер и киносценарист Б. Ф. Чирсков, замысел фильма, посвящённого собирательному образу «советского Полководца», появился у них в феврале 1942 года, после разгрома немецких войск под Москвой. Эта первая великая победа Красной армии тогда казалась настоящим чудом, и они рассчитывали в своём будущем фильме попытаться объяснить, каким образом были достигнуты столь значимые военные успехи.
Больше года прошло у них в малоудачных попытках «сочинить» образцового советского полководца, постепенно они примирились с сознанием, того что взялись за невыполнимую задачу, и перешли к другим работам, но позже вернулись к своему замыслу. Вызвано это было началом и итогами Сталинградской битвы, которая явилась ответом на интересовавшую их тему, а также на продуктивные поиски её разрешения:
Выдвинулись люди, которые должны были стать прототипами наших героев, — на весь мир прозвучали имена победоносных полководцев. В полной драматизма обороне и в законченных образах наступательной операции угадывался нужный нам сюжет.
Создатели картины неоднократно выезжали на фронт, беседовали с генералами Н. Ф. Ватутиным, В. М. Шатиловым, П. С. Рыбалко, со штабными офицерами. По словам Эрмлера и Чирскова, на фронте они смогли воочию увидеть в реальной обстановке «правду фронтовой жизни и борьбы», а непосредственное общение с военачальниками привело к пониманию того, «как за стратегией скрывается психология людей, которые эту стратегию делают». Они решили, что «строя стратегический сюжет сценария, решать его как вопрос характера». Таким образом по мнению авторов фильма, сама действительность подсказала им драматургическое решение картины.
Работа над сценарием фильма была начата Б. Ф. Чирсковым ещё в эвакуации — в Алма-Ате. При создании сценария авторам фильма пришлось кропотливо изучать военную и специальную литературу в архиве исторического отдела Генерального штаба РККА. В связи с этим, они позже отметили, что особым предметом их гордости является то, что отображение военно-стратегических реалий в фильме не вызвало никаких возражений у военных специалистов.
Первоначальное (рабочее) название картины было «Генерал армии». Натурные съёмки проходили в Прибалтике, картина была поставлена при содействии штаба и участии войск Ленинградского фронта. На экране была представлена подлинная фронтовая обстановка, настоящие участники войны, современное вооружение и военная техника. В фильме в качестве статистов, исполнявших роли немецких солдат и офицеров, снимались немецкие военнопленные. С самого начала и до конца постановочного периода режиссёр и автор работали совместно, фильм поставлен точно по сценарию. В процессе создания постановки Эрмлер, прислушиваясь к мнению автора, переснимал целые эпизоды, а Чирсков уже во время съёмок заново переписал треть сценария. Фильм был закончен в 1945 году и вышел на экраны 29 января 1946 года.
Позднее Б. Чирсков на основе сценария фильма «Великий перелом» создал пьесу «Победители», поставленную в 1946 в МХАТе и других театрах страны.

## Художественные особенности
Фильм рассказывает о судьбах и военной службе тех, кто командовал войсками во время Сталинградской битвы в 1942 году, ставшей переломной в Великой Отечественной войне. «Великий перелом» является второй художественной картиной о Сталинградской битве после фильма «Дни и ночи» режиссёра А. Б. Столпера, которая была создана в 1944 году по сценарию К. М. Симонова.
В течение пяти месяцев город сопротивлялся фашистскому наступлению. Отдать Сталинград врагу — значило фактически проиграть войну, но и удержать город казалось почти невозможно… Правда, в диалогах фильма слово «Сталинград» не произносится, говорится: «город»; только в одном из кадров показана трофейная карта, на которой написано: Stalingrad (Zarizin). Отсутствие претензии на полную историческую достоверность выражается также в том, что все военнослужащие носят погоны (которые во время обороны Сталинграда ещё не были введены) и вымышленные имена. Исходя из заметок режиссёра, можно сделать вывод что характер командующего фронта Муравьёва представляет собой собирательный образ таких советских военных руководителей как Г. К. Жуков, К. К. Рокоссовский, Н. Ф. Ватутин, Р. Я. Малиновский, Ф. И. Толбухин. Советские генералы в картине представлены как умные и учтивые люди. Так, они не пьют водку, а предпочитают вино. В какой-то мере они по своему поведению и армейской выправке соответствуют и выглядят как высшие офицеры старой Русской армии. Среди советских офицеров нет отрицательных персонажей, они могут ошибаться, им может не хватать выдержки, стратегического мышления, но они впоследствии могут исправить недочёты своей доблестью, волей и слаженностью действий (генерал Кривенко).
В фильме воспевается как мудрость Верховного командования, сосредотачивающего резерв для решительного удара, так и смелость, мужество и решительность командиров всех звеньев. 
Первые признаки начала Холодной войны нашли своё отражение на экране. Так, неоднократно звучат слова (например, уже в первой сцене) советских генералов, что западные союзники до сих пор не открыли Второй фронт, и это является чуть ли не главной причиной выхода немецких войск к Волге. 
Не соответствует историческим событиям показ наступления советских войск в осенний период. К явным искажением исторических фактов следует отнести также упоминание о том, что Гитлер лично прибыл в район, находящийся недалеко от Сталинграда, и провёл там оперативное совещание.
Имя Сталина в картине упоминается лишь однажды и сам он не появляется, хотя имеют место неоднократные отсылки к нему. Кроме того, в картине звучат его известные слова из поздравительного приказа № 345 от 7 ноября 1942 года: «Будет и на нашей улице праздник», которые произносит генерал Муравьёв. Картина и её создатели были удостоены Сталинской премии первой степени, что отражало высокую оценку со стороны советского руководства. Сам фильм стал основополагающим для военного «художественно-документального» жанра. В этой картине Сталинградская битва была показана «не из окопов, а сверху, из штабов, откуда виден весь грандиозный размах операции, которая решала судьбы дивизий, корпусов, армий. Действующие лица сценария — генералы, командующие крупными соединениями. От того, какой план действий будет принят и как разработан в штабе фронта, зависит участь осаждённого города». Как указывает Е. А. Добренко, несмотря на то, что действие фильма в основном происходит в ограниченном пространстве штабов, кабинетов и блиндажей генералов, в отличие от традиционного военного кино, которое в основном рассказывало о подвигах и страданиях простых людей, «Великий перелом» имел несомненный успех у публики среди прочего в связи с тем, что в нём действовали те, чей образ действий был скрыт от массового зрителя. В этом фильме фактически впервые раскрывалась работа штабов, повседневная жизнь военачальников, что вызывало объяснимое любопытство у зрителей.
В творчестве Фридриха Эрмлера эта картина продолжает тему «диалогического» политического фильма, поднятую им в «Великом гражданине». В «Великом переломе» он использовал те же приёмы неопределённости и полупрозрачности, что и в «Великом гражданине»: в обеих картинах действуют легко идентифицируемые, хотя и неназываемые исторические личности, в основе сюжета указанных картин состоит тайна, в центре повествования обоих фильмов лежит ключевое историческое событие, которое не называется, но угадывается (убийство С. М. Кирова, Сталинградская битва).

## Приём. Критика и оценки
24 ноября 1945 года художественный совет «Ленфильма» обсуждал картину. Г. М. Козинцев в своём выступлении отметил, что лента доставила ему огромное наслаждение: «Это очень большая, абсолютно честная и принципиальная работа». Он особо выделил интересную актёрскую игру, в картине прекрасно показаны настоящие немцы, отметил музыкальное и звуковое сопровождение. По его мнению, картина представляет собой итог гигантского труда, который увенчался безоговорочным успехом. Г. Н. Васильев отметил, что его первое впечатление о картине таково, что «это большое, настоящее произведение киноискусства», и напрасные опасения относительно того, что картины на военную тематику в послевоенный период будут восприниматься без должного интереса, данной лентой убедительно опровергаются. Он также отметил, что важное значение для фильма имеет слаженная работа режиссёра и сценариста, которые рука об руку проработали весь съёмочный процесс вместе: «Эта картина доказывает, что „Ленфильм“ послевоенных лет начал выпускать настоящие большие фильмы, которые заставляют вспомнить о том, что „Ленфильм“ имеет определённое творческое лицо». В ходе обсуждения выступили Л. З. Трауберг, Е. С. Добин, С. Д. Васильев, которые хвалили картину; было сделано несколько замечаний. В заключение выступил Эрмлер, который отметил роль всего творческого коллектива в работе над фильмом.
В 1946 году «Великий перелом» принял участие в первом Международном кинофестивале в Каннах, на котором Советский Союз представил 8 картин. Гран-при был поделён между 11 фильмами разных стран в знак признания национальных кинематографических школ.
По мнению историка кино Жоржа Садуля, советскую картину следует считать «лучшей работой, выполненной в конце войны»: в фильме сравнительно мало батальных сцен, и режиссёр применяет новый приём — «описывает битву психологически; он заставляет зрителя следить за мыслью военных руководителей, за их дискуссиями, колебаниями и решениями». Французский киновед писал: «Эрмлеру удалось создать картину, верно отражающую новую, социалистическую психологию, и достигнуть редкой глубины средствами, которыми до сих пор не пользовались ни театр, ни художественная литература».
И. Г. Большаков, который в 1946—1953 годах занимал пост министра кинематографии СССР, в 1950 году выпустил монографию «Советское киноискусство в годы Великой Отечественной войны», где в духе времени писал, что в фильме нашла воплощение сталинская стратегия победы, показаны полководцы сталинской формации: «Сталинская военная стратегия в фильме показана не через батальные сцены, но через людей, осуществляющих её». Большаков отметил, что «Великий перелом» является первым художественным фильмом о наступательных операциях Советской армии, и выделил слаженную игру всего актёрского коллектива, а также операторскую работу А. Кольцатого, который «очень выразительно снял фильм и особенно батальные сцены».
По мнению киноведа Веры Кузнецовой, картина производит двойственное впечатление. С одной стороны, в ней отображены «благородство и строгость драматургического и режиссёрского решения», мастерство, с которым «штабной», «разговорный» фильм превращён в произведение, насыщенное действием и напряжённое. Но с другой стороны, по её мнению, здесь явно прослеживается дань культу Сталина.
Историк кино Нея Зоркая указывает, что в последние годы жизни Сталина среди картин на военную тематику доминирует такой специфический художественно-документальный жанр, как «штабные фильмы». Согласно концепции событий, представленной в этих фильмах, неизбежный победоносный исход предопределён единоличной волей «великого стратега», и именно «Великий перелом» открывает ряд фильмов сталинского «военного апофеоза». Среди последовавших за этим фильмом полотен он выделяется сценарием. «Великий перелом» давал первый и достаточно успешный пример экранного действия, накал которого порождается самими обстоятельствами и ходом военной операции, «драмой стратегий». При этом в структуре фильма произошла характерная смена ориентиров: «начав с попытки анализа сражения как поединка воинских интеллектов, авторы (добровольно или вынужденно?) пришли к подобострастному восхвалению Верховного главнокомандующего». Несмотря на это, в целом культ Сталина-военачальника в картине ещё несколько уравновешивался искусным изображением «рядовых советских генералов», а вот авторы последовавших за ней «художественно-документальных» фильмов уже без обиняков переходили на возвышение роли Сталина-полководца. Историк Е. В. Волков в этой связи отмечает, что в одном из эпизодов фильма на дальнем плане, на стене штабного помещения представлен небольшой портрет Сталина, а в другом показан на стене огромный портрет Ленина. По его мнению, вполне возможно, что такая разница в размерах изображений советских лидеров явилась непреднамеренной «оплошностью» кинематографистов. С другой стороны, также нельзя исключать возможность, что данная деталь показывает некоторое ослабление культа Сталина в советском обществе в период войны.

## Награды
- Сталинская премия в области литературы и искусства I степени 1946 года[12] (Фридрих Эрмлер (режиссёр), Борис Чирсков (сценарист), Аркадий Кольцатый (оператор), Николай Суворов (главный художник), Михаил Державин (актёр), Александр Зражевский (актёр), киностудия «Ленфильм»)[13][14].
- гран-при 1-го Каннского кинофестиваля 1946 года за лучший фильм СССР[12][8].
- приз Общества авторов и драматических композиторов 1-го Каннского кинофестиваля 1946 года за лучший сценарий[12].

## Комментарии
1. ↑  В сборнике «Советские художественные фильмы. Аннотированный каталог» том 2 датой выхода фильма на экраны ошибочно указано 29 января 1945 года[4]. Согласно стенограмме обсуждения готового фильма студийный худсовет «Ленфильма» проходил 24 ноября 1945 года, лишь затем состоялся его выпуск на экраны — 29 января 1946 года[5].